# 聖德寺白塔
聖德寺白塔位於四川省簡陽市紅塔鄉，文物遺址年代判定為宋。1991年4月16日公佈為四川省第三批文物保護單位。2006年5月25日列為第六批全國重點文物保護單位。